# Bergons
Der Bergons ist ein Fluss in Frankreich, der in den Regionen Nouvelle-Aquitaine und Okzitanien verläuft. Er entspringt im Gemeindegebiet von Moncaup, entwässert generell in nordwestlicher Richtung und mündet nach rund 25 Kilometern im Gemeindegebiet von Saint-Mont als linker Nebenfluss in den Adour. Auf seinem Weg durchquert der Bergons die Départements Pyrénées-Atlantiques, Hautes-Pyrénées und Gers.

## Orte am Fluss
(Reihenfolge in Fließrichtung)
- Bétracq
- Madiran
- Saint-Lanne